# Matthias Schaefer
Matthias Schaefer (* 23. April 1942 in Berlin; † 28. September 2021) war ein deutscher Zoologe und Ökologe. Von 1977 bis zu seiner Emeritierung 2007 war er Leiter der Abteilung für Ökologie am II. Zoologischen Institut der Universität Göttingen.
Schaefer studierte von 1961 bis 1969 Biologie, Chemie und Slawistik an den Universitäten Bonn und Kiel. 1969 promovierte er an der Universität Kiel und legte im gleichen Jahr auch die Prüfung für das Lehramt an Gymnasien für Biologie und Chemie ab. Er habilitierte sich in Zoologie in Kiel und wurde 1977 auf eine Professur für Zoologie an die Universität Göttingen berufen. 1984 und 1985 erhielt er Rufe auf Professuren an die Universitäten Bayreuth und Tübingen, die er ablehnte. 1986 wurde er in Göttingen auf eine Professur für Ökologie berufen. Schaefer war Autor von etwa 160 wissenschaftlichen Artikeln und der Bücher Brohmer – Fauna von Deutschland und Wörterbuch Ökologie, das 2012 in der fünften Auflage erschienen ist.
Matthias Schaefer war ab 1993 ordentliches Mitglied der Akademie der Wissenschaften und der Literatur Mainz und seit 1994 korrespondierendes Mitglied der Akademie der Wissenschaften zu Göttingen.
Schaefer forschte zunächst in Kiel vor allem über Spinnentiere (Arachnologie); im „Mittelpunkt der Forschung standen der Lebenszyklus und die Rolle der Diapause für die Steuerung der Entwicklung von Spinnen“. Später in Göttingen wandte er sich der Bodenbiologie, der Waldökosystemforschung und der Biodiversitätsforschung zu, die in Großprojekten unter anderem von der DFG, dem Bundesforschungsministerium und anderen Bundesministerien gefördert wurde.

## Veröffentlichungen (Auswahl)
- Wörterbuch der Ökologie. 5. Auflage. Spektrum Akademischer Verlag, Heidelberg 2012, ISBN 978-3-8274-2561-4; erste Auflage: Schaefer und Wolfgang Tischler: Ökologie: mit englisch-deutschem Register, Fischer, Jena 1983 (Reihe Wörterbücher der Biologie).
- Fauna von Deutschland: ein Bestimmungsbuch unserer heimischen Tierwelt, begründet von Paul Brohmer, unter Mitarbeit von H. Ansorge, 23., durchges. Auflage. Quelle & Meyer, Wiebelsheim 2010, ISBN 978-3-494-01472-2.
- Die Bodenfauna von Wäldern: Biodiversität in einem ökologischen System. Steiner, Stuttgart 1996, ISBN 3-515-06912-7, Reihe Akademie der Wissenschaften und der Literatur Mainz. Mathematisch-Naturwissenschaftliche Klasse: Abhandlungen der Mathematisch-Naturwissenschaftlichen Klasse; Jg. 1996, Nr. 2.

## Herausgeberschaft von Zeitschriften
- 1990–2001 Editor-in-Chief von Oecologia
- Mitglied im Editorial Board von Oecologia, Basic and Applied Ecology, Pedobiologia, Journal of Arachnology